# Picrospora medicata
Picrospora medicata är en fjärilsart som beskrevs av Edward Meyrick 1914. Picrospora medicata ingår i släktet Picrospora och familjen säckspinnare. Inga underarter finns listade i Catalogue of Life.